# Nannoprionus insignis
Nannoprionus insignis là một loài bọ cánh cứng trong họ Cerambycidae.